# الخط الزمني للحرب الأهلية السورية (سبتمبر–ديسمبر 2016)

## سبتمبر

### 1 سبتمبر
- بعد الاستيلاء على الكلية التقنية في جنوب حلب خلال حملة حلب 2016، دخل الجيش العربي السوري و‌حزب الله مدرسة التسليح تحت سيطرة جيش الفتح.[1]
- قوات المتمردين في معضمية الشام توافق على الاستسلام للجيش العربي السوري مقابل المرور الآمن إلى الأراضي التي يسيطر عليها المتمردون، وإنهاء الحصار الذي دام أربع سنوات على داريا والمعضمية.[2]

### 3 سبتمبر
- استعادت القوات الحكومية السورية الأراضي التي كانت قد فقدتها في السابق أثناء هجوم المتمردين في حلب الذي فتح ممرًا جديدًا غير مؤمن عبر منطقة الراموسة.[3]

### 11 سبتمبر
- أسفرت عدة ضربات جوية بعد أن أعلنت الولايات المتحدة وروسيا عن خططهما لوقف إطلاق النار في جميع أنحاء البلاد عن مقتل أكثر من 100 من المدنيين وإصابة ما يزيد على 100 آخرين.[4]

### 15 سبتمبر
- تم تمديد وقف إطلاق النار المتفق عليه سابقًا، ويبدو أنه يصمد إلى حد كبير، على الرغم من الانتهاكات من الجانبين. ولا يزال إيصال قوافل المعونة يعرقل.[5]

### 17 سبتمبر
- في 17 سبتمبر 2016، ضربت الطائرات الأمريكية هدفًا في دير الزور.[6][6] وأعلنت القيادة المركزية الأمريكية أنها أوقفت الضربات الجوية عندما أبلغها المسؤولون الروس بأن الهدف الذي ضربته الطائرات الأمريكية قد يكون هدفًا للجيش العربي السوري. وأفادت آر تي أن 62 جنديًا من جنود الجيش السوري قتلوا.[7] وقالت الوكالة العربية السورية للأنباء أن هجومًا لداعش على الجيش السوري قد بدأ مباشرة بعد الضربة الجوية الأمريكية.

## أكتوبر

### 9 أكتوبر
- هجوم الجيش السوري على أجزاء من حلب الشرقية التي يسيطر عليها المتمردون، والاستيلاء على 15–20% منها.[2]

### 16 أكتوبر
- هجوم دابق: المتمردون المدعومون تركيًا يسيطرون على دابق البلدة ذات الأهمية الرمزية من جماعة الدولة الإسلامية.[8]

### 18 أكتوبر
- أوقفت القوات الجوية الفضائية الروسية وجيش الحكومة السورية الضربات الجوية على أهداف المتمردين في مناطق حلب ودمشق وحماة واللاذقية وفقًا لوقف إطلاق النار لمدة 8 ساعات.[9][10]
- الضربات الجوية البلجيكية في سوريا تقتل 6 مدنيين عن طريق الخطأ.[2]

### 19 أكتوبر
- قام مئات من المقاتلين المتمردين المسلحين بإخلاء المعضمية، بعد التوصل إلى اتفاق مع القوات الحكومية. تاركين البلدة للسيطرة الحكومية.[11]

### 24 أكتوبر
- بعد فشل المفاوضات التي دارت في الغوطة الشرقية بين متمردي جيش الإسلام والمسؤولين الحكوميين، جدد الجيش العربي السوري هجومه على مزارع الريحان الغربية.
- وقف إطلاق النار على مدار 24 ساعة برعاية روسيا يبلغ عن 44 انتهاكًا طبقًا للمركز الروسي للمصالحة بين الأطراف المتحاربة في سوريا.

### 25 أكتوبر
- مقاتلو جند الأقصى يقطعون رأس قائد مسلح خصم (فيلق الشام) في محافظة إدلب.

### 26 أكتوبر
- قتلت القوات الجوية السورية رئيسًا لأركان الجيش السوري الحر في منطقه حمص، وقتل العقيد شوقي أيوب بالإضافة إلى خمسة متمردين في بلدة البستان.

## نوفمبر

### 3 نوفمبر
- دمرت طائره هليكوبتر روسية بقذيفة من داعش علي الأرض، بعد ان أسقطتها أسباب فنيه. ونجا افراد الطاقم الروسي من الهجوم.

### 8 نوفمبر
- وفقا لما ذكره عميد متقاعد من الجيش اللبناني، فان الجيش السوري بالدعم الروسي يمكنه ان يسيطر على شرق حلب الخاضع للمتمردين في اقل من 3 أشهر.
- اتهم متمردو جبهة فتح الشام في محافظه ادلب القوات الجوية الامريكيه باستهداف أحد قواعدهم وقتل 10 مقاتلين.
- وذكر مسئول بوزارة الخارجية الروسية ان أكثر من 6 آلاف مقاتل مسلح يشاركون في العملية لاقتحام شرق حلب.

### 11 نوفمبر
- خلال قمة قاده المحيط الهادئ في بيرو، أعرب الرئيس الأمريكي باراك أوباما عن اعتقاده بان الجيش السوري سياخذ الجانب الشرقي من حلب من قوات المتمردين والجهاديين. كما أعرب عن شكوكه في الأفاق القصيرة الأجل في سوريا.

### 12 نوفمبر
- القوات المسلحة السورية تستعيد السيطرة على منطقة منيان الصناعية من المتمردين في شرق حلب، وبالتالي يستعيد السيطرة على جميع الأراضي التي فقدها في آخر هجوم للتممردين.

### 24 نوفمبر
- شنت القوات الجوية العربية السورية ضربة جوية على قوات العمليات الخاصة التركية والمتمردين المتحالفين معها الذين تساندهم تركيا شمال الباب، مما أسفر عن مقتل ثلاثه جنود أتراك وأصابه عشره آخرين.

### 27 نوفمبر
- استهدفت ضربة جوية سورية في منطقة حمص اجتماعا رفيع المستوى لأحرار الشام، مما أدى إلى مقتل 5 من المتمردين، وفي الوقت نفسه أغارت الطائرات الإسرائيلية على مواقع داعش مما أسفر عن مقتل 4 مسلحين ردًا على هجوم لأحد أتباع داعش («لواء شهداء اليرموك») على نقطة تفتيش إسرائيلية في مرتفعات الجولان.

## ديسمبر

### 5 ديسمبر
- استخدم الاتحاد الروسي والصين حق النقض ضد قرار مجلس الأمن يسعى إلى وقفه إنسانية في مدينة حلب. لقي اثنان من المسعفين الروسيين مصرعهما في شرق حلب بسبب القصف الجهادي علي مستشفي عسكري ميداني روسي، وقوبل هذا الهجوم بتصريحات قاسيه من المتحدث باسم وزاره الدفاع الروسية اللواء إيغور كوناشينكوف الذي اتهم الولايات المتحدة والمملكة المتحدة وفرنسا بأنهم «راعين للإرهاب».

### 6 ديسمبر
- يسيطر الجيش السوري على ثلثي الجزء التي يسيطر عليها المتمردون من حلب، أثناء هجومه للاستيلاء على جميع الضواحي الشرقية، في غضون ذلك أعرب وزير الخارجية الروسي عن أن المتمردين السوريين الذين يرفضون قبول اتفاق الولايات المتحدة وروسيا سيعتبرون «إرهابيين» وسيتم القضاء عليهم.

### 11 ديسمبر
- سيطر داعش علي تدمر من سيطرة الجيش العربي السوري. الجيش العربي السوري انسحب جنوب المدينة تاركًا المطار لا يزال تحت سيطرته ولكنه محاط بقوات داعش.

### 12 ديسمبر
- كانت قوات الجيش السوري قد سيطرت على 98% من شرق حلب الذي كان يسيطر عليه المتمردون سابقا، وفي هذه الأثناء ذكر ان المتمردين «اقتربوا من الهزيمة».

### 19 ديسمبر
- تغادر أكثر من 50 حافلة تقل المسلحين والمدنيين حلب الشرقية وتصل إلى الراشدين في ريف حلب الغربي. وكان من بين الذين تم إجلاؤهم بانا مغردة سورية تبلغ من العمر سبع سنوات والتي اشتهرت لتحديثاتها فيما يتعلق بالعيش في حلب الشرقية.

### 21 ديسمبر
- لقي 14 جنديا تركيا مصرعهم وأصيب أكثر من 33 في اشتباكات مع مسلحي داعش بالقرب من بلدة الباب الشمالية السورية.

### 22 ديسمبر
- الجيش السوري يعلن عن الاستيلاء على شرق حلب والانسحاب الكامل للمتمردين والمدنيين. الصليب الأحمر أكد في وقت لاحق أن إجلاء جميع المدنيين والمتمردين قد اكتمل.

### 23 ديسمبر
- أعدمت دولة العراق والشام الإسلامية جنديين تركيين اعتقلا خلال التدخل العسكري التركي في سوريا بإحراقهما علي قيد الحياة.

### 29 ديسمبر
- اتفقت المعارضة السورية ووفود الحكومة علي إجراء محادثات للتوصل إلى وقف إطلاق النار في وادي بردي. سيتم إعطاء الجيش السوري الحر حرية المرور إلى محافظه ادلب في مقابل استسلام متمردي وادي بردي في غرب دمشق. إذا كان الأمر كذلك ستكون الزبداني ومضايا معزولتين، ويمكن أن تستخدمها الحكومة السورية للضغط من أجل وقف إطلاق النار وإخلاء آخر.